# Boca Chica (Texas)
Boca Chica település, korábban Kennedy Shores, majd Kopernik Shores, egy kis, jogi személyiséggel nem rendelkező közösség az egyesült államokbeli Texasban, Cameron megyében. A hatvanas évek végén alakult meg, és még mindig fennáll 2020-tól, bár a falu jelentősen megváltozott 2018 óta, mivel az ipari üzleti vállalkozások elfoglalták a falu területének nagy részét. 32 mérföldre (32 km) keletre fekszik a texasi Brownsville városától, a Boca Chica-félszigeten, és része a Brownsville – Harlingen – Raymondville és a Matamoros – Brownsville nagyvárosi területeknek. A Texas állam 4-es autópályán található, közvetlenül a South Bay-lagúnától délre, és körülbelül 3,2 km-re északnyugatra a Rio Grande torkolatától.
2014-ben a SpaceX a falut választotta a Dél-Texasi kísérleti telepe ellenőrző létesítményének helyszínéül, a hozzá tartozó indítóállást csak két mérföldnyire keletre, a Boca Chica Állami Park melletti az öbölben kezdték megépíteni.

## Fordítás
- Ez a szócikk részben vagy egészben  a   Boca Chica Village, Texas című angol Wikipédia-szócikk fordításán alapul.  Az eredeti cikk szerkesztőit annak laptörténete sorolja fel. Ez a jelzés csupán a megfogalmazás eredetét és a szerzői jogokat jelzi, nem szolgál a cikkben szereplő információk forrásmegjelöléseként.